# Maritime Electric
Maritime Electric Company Limited est le principal distributeur d'électricité de la province canadienne de l'Île-du-Prince-Édouard. Elle est une filiale en propriété exclusive de la société Fortis Inc., un distributeur d'électricité dont le siège social est situé à Saint-Jean (Terre-Neuve-et-Labrador). L'entreprise comptait 73 000 abonnés en 2008, soit 90 % des consommateurs de cette province. Elle exploite un réseau de transport et de distribution long de 5 300 km.
Bien que l'entreprise dispose de deux centrales thermiques d'une puissance combinée de 150 MW, situées à Borden-Carleton et Charlottetown, elle importe 87 % de son électricité du Nouveau-Brunswick, par le biais de deux câbles sous-marins qui la relient au réseau d'Énergie NB. Elle dispose de tranches réservées de la production de la centrale nucléaire de la Pointe Lepreau et de la centrale thermique de Dalhousie en vertu de contrats d'approvisionnement à long terme. En 2008, 13 % de l'énergie distribuée par la compagnie provenait de parcs éoliens.
En 2008, l'appel de puissance à la pointe du réseau de Maritime Electric a atteint 223 MW et ses ventes se sont établies à 1 035 gigawatts-heures, pour un chiffre d'affaires d'environ 130 millions de dollars. 
Le 13 novembre 2009, le premier ministre de l'Île-du-Prince-Édouard, Robert Ghiz, a annoncé le début de discussions avec le gouvernement du Québec en vue d'une entente dans le secteur énergétique. Le premier ministre du Québec, Jean Charest, a confirmé que des pourparlers étaient engagés et qu'ils pourraient mener à la signature d'une « entente similaire à celle obtenue avec Énergie Nouveau-Brunswick ». Cette entente pourrait comprendre la vente de Maritime Electric à Hydro-Québec, la signature d'un contrat d'approvisionnement d'électricité à long terme et la construction d'une ligne de transport d'électricité sous-marine reliant la province aux Îles de la Madeleine, un archipel québécois situé dans le golfe du Saint-Laurent.